# クラシック・メタル
クラシック・メタル (Classic metal)は、ヘヴィメタルやハードロックの中でも1980年代初期から中期を総合するジャンルである。
これに分類されるのはアイアン・メイデンやジューダス・プリースト、スコーピオンズ 、キング・ダイアモンドなどヘヴィメタルの確立に大きな役割を果たしたバンドであり、これらの音楽を後発のさまざまなサブジャンルに対して後付けでクラシックと呼んでいるのである。NWOBHMと多くが共通する。加えてこれら黎明期の音楽性をリスペクトする以後の世代のメタルバンドもそう呼ばれることもある。
日本語でクラシック・メタルという言葉で使われることは多くないが、似た概念として正統派メタルという言葉がある。また、英語ではトラディッショナル・メタル(Traditional Metal)と呼ばれる。

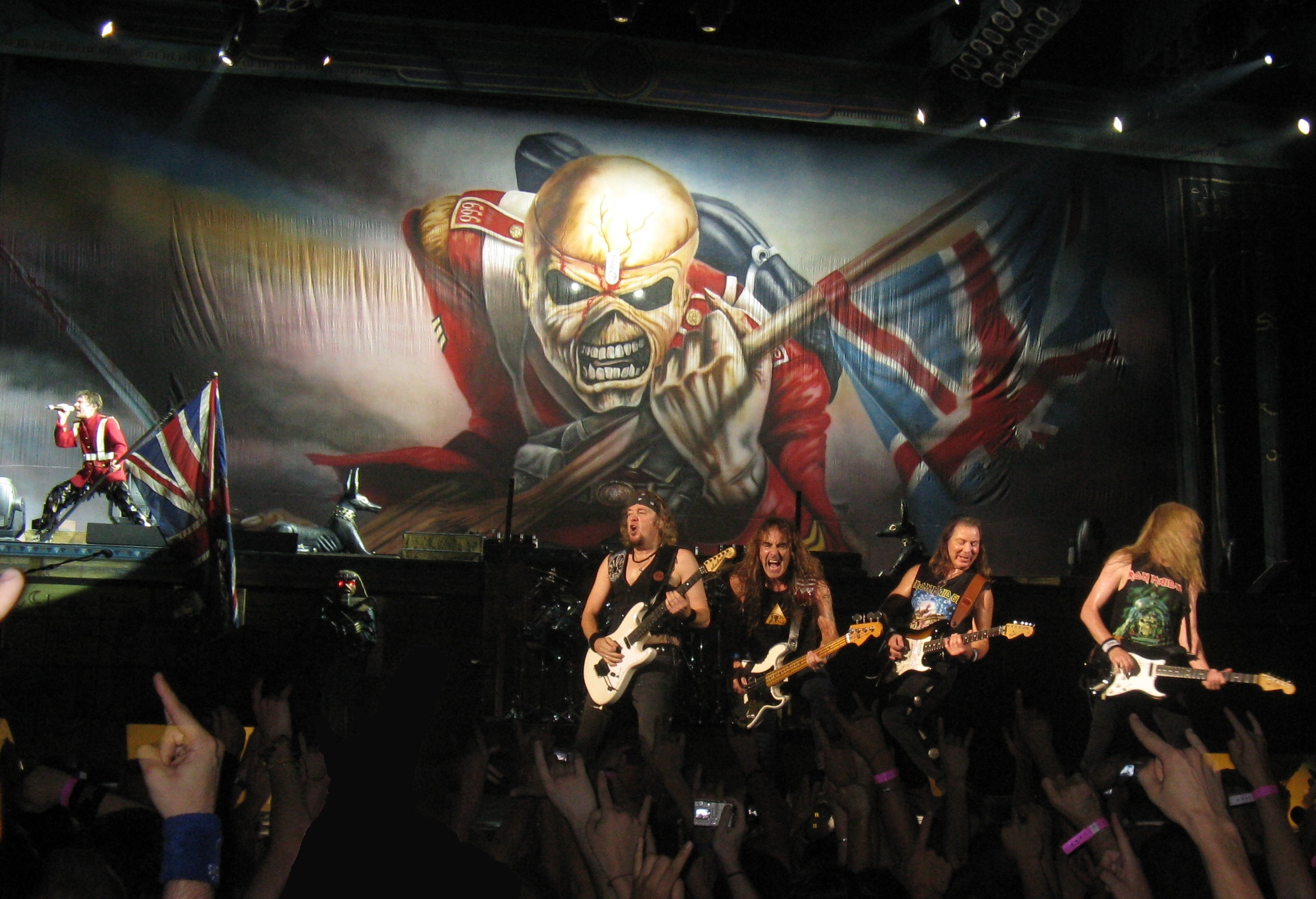
クラシックメタルの代表格、アイアンメイデン

## 音楽性
クラシック・メタルを特徴付ける、言い換えれば「これがあればクラシック・メタルである」と定義できるような音楽性というものは存在しない（これは他のメタルのサブジャンルでも同じことであるが）。
クラシック・メタルの中で最も重要で革新的なポイントは、スコーピオンズやジューダス・プリーストのようにリード・ギターを2本持つコンセプトである。もっとも、ウィッシュボーン・アッシュやUFOも同じコンセプトであったが、クラシック・メタルの時代により大きな進歩をした要素である。そして2人のリードギタリストを持つというコンセプトは、メタリカやテスラ、スレイヤーに見られるように1980年代後期には固定的なラインナップとなっていった。
ギャロップと呼ばれるリズムもこの時代に大きく進化した特徴である。もちろんこのリズムも以前から存在していたものだが、スティーヴ・ハリス（アイアン・メイデン）やジェフ・ピルソン（ドッケン）らベーシストがこのリズムを大きく発展させた。

## 歌詞
歌詞のテーマは多種多様で、バンドによっても大きく異なる。以下に述べるようなテーマが必要条件であると考える向きもあるが、完全に誤りというわけではないが必須ではない。「グラム・メタルが愛やセックス、女性などのテーマを扱う」。「スラッシュメタルが政治や戦争といった重いテーマを扱う」「パワー・メタルが空想や幻想的なテーマを扱う」
クラシック・メタルで扱われるテーマには以下のようなものがある――オカルト、愛、パーティソング、ファンタジー、社会派、戦争など。
以上からクラシック・メタル特有の歌詞の主題は定義できないとも言えるが、こうした多様な歌詞を取り扱うこと自体が特徴であると結論づけることもできる。

## 歴史

### ヘヴィメタルの誕生
クラシック・メタルのアーティストは、クラシック・ロックやそれと同世代のバンドから大きな影響を受けている。例えばレッド・ツェッペリン、ブラック・サバス、アリス・クーパー、キッス、ディープ・パープル、UFOなどである。それと同時に、1970年代後期のパンク・ロックからも大きな影響を受けている。ただし大きな影響を受けていたのは初期のメタルであり、現在のメタルにパンクの影響はほとんど見られない。これを示す好例がアイアン・メイデンの初期2作で、パンクの要素を多く含んでいたがブルース・ディッキンソン加入以後は影響が消えている。その後はパンクの要素は消え、スラッシュメタルとも影響を与え合って音楽性を発展させた。
クラシック・メタルは世界中で大きな成功を収めた。アイアン・メイデンは1980年代だけで5800万枚を超すアルバムを売り上げ、ドッケンはアメリカだけで1600万枚を売り上げた。ロックとは縁がないと思われていたスウェーデンからもヨーロッパが登場し、アルバム『ファイナル・カウントダウン』は700万枚の売り上げとなった。スコーピオンズやジューダス・プリーストも世界中のアリーナを満員にしていた。
クラシック・メタルは後のグラム・メタルやスラッシュメタル、パワー・メタルに大きな影響を与えた。今日から見ればクラシック・メタルはメタリックさやヘヴィさよりも音楽的なメロディに重点が置かれており、後のメタリカ、メガデス、アンスラックス、モービッド・エンジェルのようなスラッシュメタルとは一線を画す物である。メタルの純粋性を求めるファンは今でも少なくないが、クラシック・メタルが人気を誇ったのはパンクから脱却したメロディの素晴らしさとアグレッシブな攻撃性の調和にあったと考えられている。

### ムーブメントの減速
隆盛を迎えたクラシック・メタルも、1980年代後期、特に1987年から1989年にかけて減退していった。この頃にはスラッシュメタルやグラム・メタルの延長線ではなく、完全に新しいアプローチをするバンドが出てきていたため、一般大衆の興味はクラシック・メタルから他のジャンルへと向いていった。そしてクラシック・メタルの構図が壊れて散り散りになってしまい、クラシック・メタル・バンドの多くは終わりを迎えた。一部のバンドは新しいジャンルに入り込もうとしたり、あるいは他のジャンルを実験的に取り込もうとしたり、典型的なクラシック・メタルから脱却しようとしたりした。

### 再生とその影響
1990年代初期、クラシック・メタルはもはや時代遅れの存在として扱われ、その影響力は極めて小さいものとなった。しかしその後のメタル界全体で極端なジャンルの細分化など迷走が続く中で「王道」としてクラシック・メタルが求められるようになり、アイアン・メイデンやジューダス・プリーストらが復活することになった。
更に2008年にはトリヴィアムがアイアン・メイデンの「Iron Maiden」をカヴァーするなど、これらクラシック・メタルの時代を知らない若手バンドたちがこの「古き良きメタル」的なメタルに再び回帰する現象が見られる。